# Karstoft Å
Karstoft Å  er en ca. 30 lang å der har sit udspring vest for Give, og overvejende løber mod nordvest. Den løber ud i Skjern Å mellem Skarrild og Sønder Felding. 
Efter ca. 5 km passerer den øst for  Blåhøj Natura 2000 -område nr. 70 Mose ved Karstoft Å. Fra omkring byen Karstoft, som åen har navn efter, bliver den  stærkt slyngende, og passerer Clasonsborg Plantage og Skarrildhus, og kommer ind i en gren af Natura 2000-område nr. 68 Skjern Å. Den løber kort før udløbet i Skjern Å, sammen med  Døvling Bæk der kommer fra syd.  

## Fredning
Et område på 33 hektar fra Clasonsborg til udløbet i Skjern Å,  blev  fredet i 1991, og flere stemmeværker til dambrug blev fjenet, for at sikre nogle af de sidste gydepladser for Skjernålaksen. Der er anlagt en sti gennem fredningen fra Clasonsborg til Skjern Å. 